# Pedrafita (Abella de la Conca)

Pedrafita, respecte del terme d'Abella de la Conca

Pedrafita és un indret del terme municipal d'Abella de la Conca, a la comarca del Pallars Jussà.
Està situat al nord-est de la vila d'Abella de la Conca, a la part alta de la vall del barranc de la Vall. Situat al sud-est del Serrat del Rata, és al nord del Comellaret i de la Borda del Paulí i al nord-est de l'Estimat del Crispí.
Comprèn les parcel·les 223, 341 i 342 del polígon 4 d'Abella de la Conca; consta de 15,6545 hectàrees amb pastures, pinedes aptes per a l'extracció de fusta i bosquina.

## Etimologia
Amb un origen semblant a Pedra Ficada, Pedrafita provindria de pedra fita, és a dir, una pedra destinada a delimitar territoris. Es tractaria, doncs, d'un topònim romànic modern, de caràcter descriptiu.